# Хоэнверфен
Хоэнверфен (нем. Festung Hohenwerfen) — замок, расположенный в Австрии на высоте 155 метров над долиной реки Зальцах (нем. Salzach) в 40 км от Зальцбурга.

## История
Земли Зальцбурга расположены в центре большой долины. С юга её окружают две массивные горные цепи, которые создают природный барьер для любого путешественника или завоевателя. Единственная возможность перейти через горы — перевал «Lueg», который являлся стратегическим местом обороны земель Зальцбурга многие века.
В 1077 году князь-архиепископ Гебхард Зальцбургский (Gebhard von Salzburg) для защиты перевала построил рядом с г. Верфен (нем. Werfen) замок.
В XV в. Архиепископ Эберхард III (Eberhard, 1403—1427) перестроил замок с учётом развития артиллерии.
В 1524—1525 годах разразившаяся Крестьянская война в Германии затронула и земли Зальцбурга. Мародерствующие крестьяне и рудокопы с юга осаждали город в 1525 и 1526 годах. Восставшим удалось захватить Хоэнверфен и разрушить его. Однако развить свой успех бунтовщики не смогли, а зачинщики оказались схвачены. Местным крестьянам в качестве наказания князь-архиепископ Матиас Ланг фон Велленбург приказал участвовать в работах по восстановлению Хоэнверфена.
В современном виде Хоэнверфен был построен в XVI—XVII веках.
В 1623 году по приказу князя-архиепископа Париса Лодрона (Paris von Lodron) построена башня, в которой стала располагаться батарея пушек. Были построены ещё несколько новых башен и цистерна для воды. После этого в архитектуре Хоэнверфена не происходило каких-либо значительных изменений вплоть до наших дней.
В начале XIX века замок пришёл в запустение. Однако затем он был восстановлен в 1824—1833 годах по распоряжению австрийских властей. В 1931 году всё убранство замка оказалось практически полностью уничтожено в результате пожара.
До 1987 года замок использовался как тренировочный лагерь для местной полиции, после — был превращён в музей и открыт для публики. В замке также открыт музей соколиной охоты и регулярно проводятся шоу ловчих птиц.

## В культуре
- Некоторые сцены американского фильма «Звуки музыки» 1965 года снимались вблизи замка.
- В сериале Десятое королевство Хоэнверфен предстал государственной тюрьмой Белоснежки.
- В Зомби-режиме компьютерной игры Call of Duty: Black Ops 3 на карте Der Eisendrache представлен замок Хоэнверфен.
- В сериале Amazon "Человек в высоком замке" является штаб-квартирой Адольфа Гитлера.

## Галерея

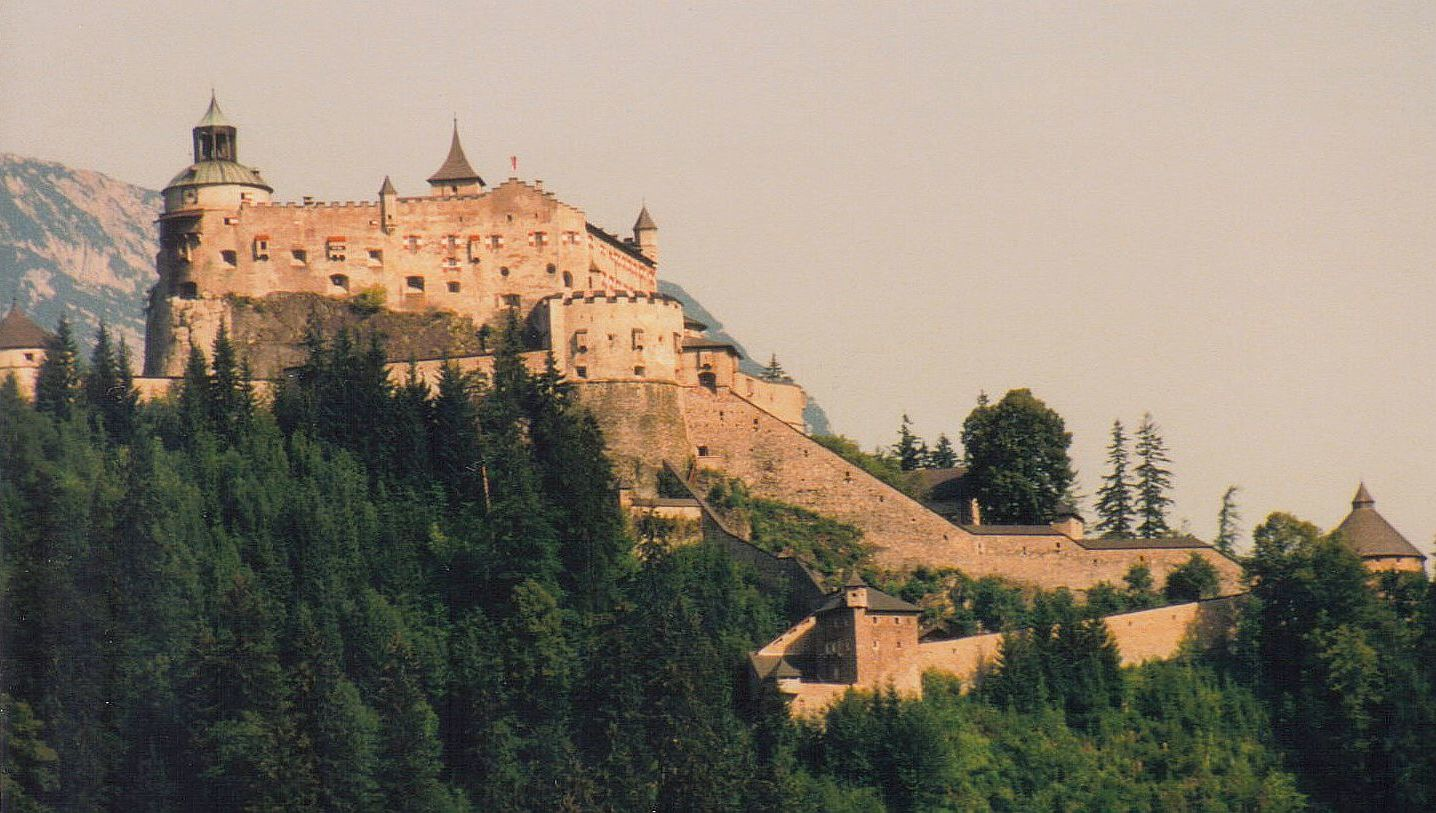
Замок Хоэнверфен на закате
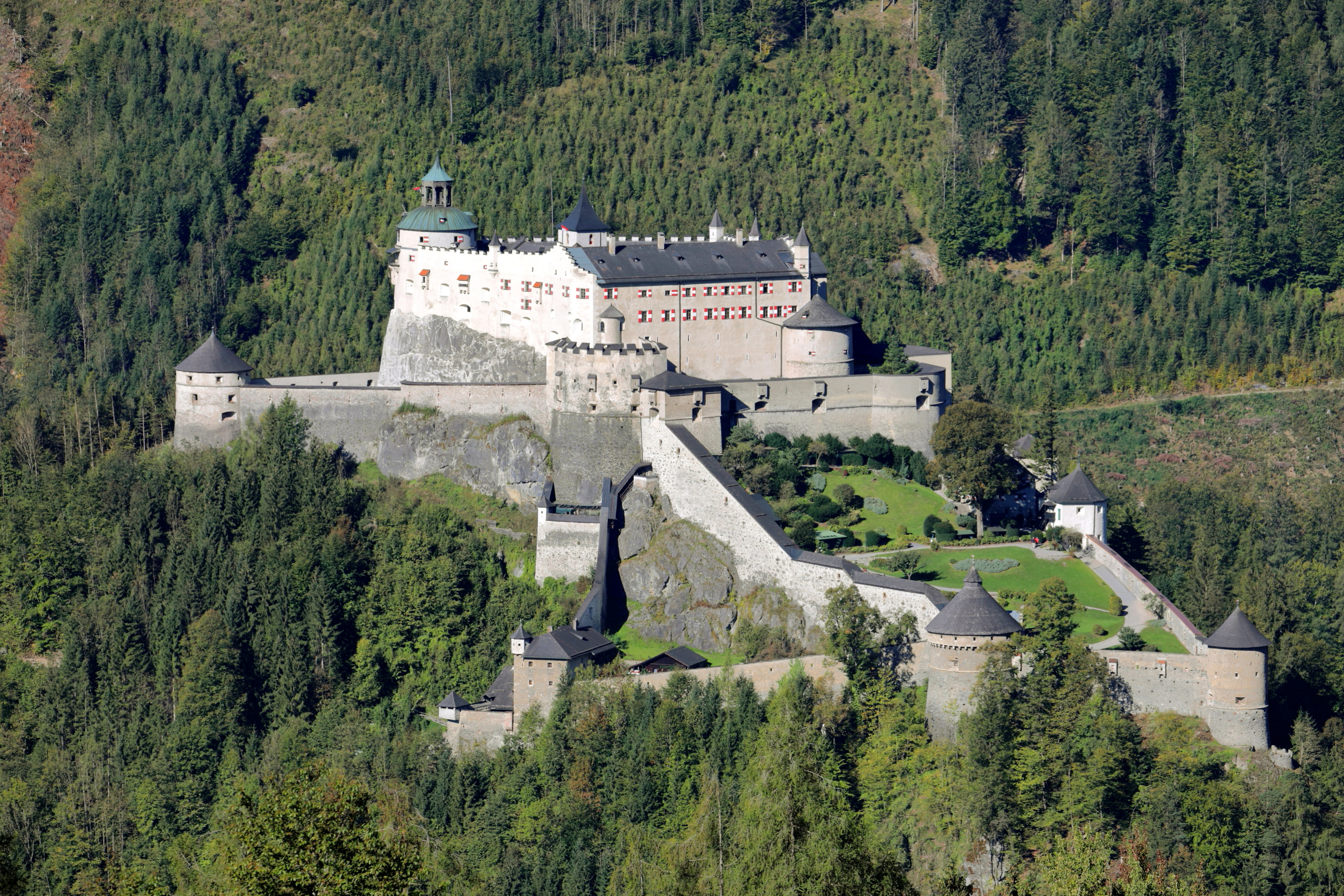
Вид на замок